# What's My Name?
«What's My Name?» (укр. Як мене звати?) — пісня барбадоської співачки Ріанни з її п'ятого студійного альбому «Loud». Пісню записано з канадським репером Дрейком, вона вийшла як другий сингл з альбому 29 жовтня 2011 року на лейблі Def Jam. Сингл став восьмим #1 R&B співачки в американському сингловому чарті Billboard Hot 100. Музичні критики назвали композицію однією з найкращих у вокальному плані серед інших пісень Ріанни. Також сингл став одним з найбільших радіо хітів у США за всю кар'єру барбадоски, здобувши рекордно велику аудиторію — 165 млн. слухачів.
Музичні критики похвалили пісню, частково, вокал співачки, який вони вважали найкращим за всю її творчу кар'єру. Вони також залишились задоволені природною романтичністю пісні й сексуальною інтонацією. Однак, були й негативні відгуки відносно тексту Дрейка, який містив сексуальну інсинуацію про квадратний корінь із 69. Пісню «What’s My Name?» очікував комерційний успіх; композиція очолила чарт США Billboard Hot 100, ставши третім хітом першої величини в 2010 році в Ріанни, в тому числі й восьмим за рахунком за всю її кар'єру, в той час як в Дрейка це був перший хіт, який добрався до вершини чарту. Пісня очолювала хіт-паради в Бразилії, Угорщині, Великій Британії і ввійшла в п'ятірку найкращих синглів у Канаді, Ірландії, Новій Зеландії, Норвегії і Словаччині.
Супровідне музичне відео, режисером якого став Філіп Анделман, показує романтичну зустріч Ріанни і Дрейка в продуктовому магазині, сцени між парою, і співачку, яка йде по вулицям нижньої частини Мангеттенського Іст Сайду. Живі виступи з «What’s My Name?» проходили по обидві сторони Атлантичного океану, включаючи телепередачу «Saturday Night Live» в Америці, і в фіналі сьомого сезону The X Factor у Великій Британії, який, внаслідок, призвів до розгляду з боку керівної комісії засобів масової інформації Великої Британії Ofcom за непристойні особливості костюму Ріанни.

## Відеокліп
Знімання музичного відеокліпу почали 26 вересня 2010 року у Нью-Йорку; режисером став Філіп Анделмен. Сцени з Дрейком були зняті 27 жовтня. Прем'єра відеокліпу відбулась 12 листопада 2010 року на особистому каналі Ріанни VEVO на сайті YouTube.
Музичний відеокліп починається з огляду різних місць міста, потім переключається на магазин, де Дрейк розмовляє з касиром. Ріанна заходить туди і привертає увагу репера. Вона йому усміхається, йде до холодильника і дістає пакет молока. Дрейк йде за нею і починається його куплет. Він тримає її за руку під час читання репу, співачка торкається його руки, молоко падає і розливається по підлозі. Коли куплет Дрейка закінчується, Ріанна відштовхує його і з усмішкою виходить з магазину.
На початку куплету співачка йде по вулиці й танцює. Також можна помітити людей, які йдуть з музичними інструментами. Додатково показуються сцени, де співачка з репером знаходяться в спальні, фліртують, розмовляють і п'ють шампанське. Завершальна сцена музичного відеокліпу показує Ріанну, яка співає й танцює на регі-вечірці з музикантами, показаними раніше. В фіналі Дрейк в спальні цілує Ріанну в щоку.

## Формати і списки композицій
- Digital download[4]

1. «What’s My Name?» (з участю Дрейка) — 4:24

- Digital Remixes EP[5]

1. «What’s My Name?» (Low Sunday Up On It Extended) — 5:03
2. «What’s My Name?» (Low Sunday Up On It Instrumental) — 5:00
3. «What’s My Name?» (Kik Klap Mixshow) — 4:10
4. «What’s My Name?» (Original Version Clean) — 4:27

- CD сингл для Німеччини[6]

1. «What’s My Name?» (з участю Дрейка) — 4:24
2. «What’s My Name?» (Low Sunday «Up On It» Radio) — 3:47

## Позиції в чартах та сертифікації

### Тижневі чарти
| Чарт (2010-11)                            | Пікова позиція |
| ----------------------------------------- | -------------- |
| Австралія (ARIA)                          | 18             |
| Австрія (Ö3 Austria Top 75)               | 13             |
| Бельгія (Ultratop Flanders)               | 28             |
| Бельгія (Ultratop Wallonia)               | 40             |
| Бразилія (Billboard Hot 100)              | 32             |
| Бразилія (Billboard Hot Pop Songs)        | 9              |
| Канада (Canadian Hot 100)                 | 5              |
| Чехія (IFPI)                              | 36             |
| Данія (Tracklisten)                       | 19             |
| Франція (SNEP)                            | 16             |
| Німеччина (Media Control AG)              | 12             |
| Угорщина (Rádiós Top 40)                  | 1              |
| Ірландія (IRMA)                           | 3              |
| Італія (FIMI)                             | 8              |
| Нідерланди (Dutch Top 40)                 | 20             |
| Нова Зеландія (RIANZ)                     | 3              |
| Норвегія (VG-lista)                       | 4              |
| Польща (Dance Top 50)                     | 28             |
| Шотландія (Official Charts Company)       | 1              |
| Словаччина (IFPI)                         | 3              |
| Іспанія (PROMUSICAE)                      | 47             |
| Швеція (Sverigetopplistan)                | 20             |
| Швейцарія (Media Control AG)              | 13             |
| Велика Британія (Official Charts Company) | 1              |
| Велика Британія (UK R&B Chart)            | 1              |
| США (Billboard Hot 100)                   | 1              |
| США (Adult Top 40) (Billboard)            | 30             |
| США (Hot Dance Club Songs) (Billboard)    | 6              |
| США (Hot R&B/Hip-Hop Songs) (Billboard)   | 2              |
| США (Mainstream Top 40) (Billboard)       | 4              |

### Сертифікації
| Країна                | Сертифікація синглу |
| --------------------- | ------------------- |
| Австралія             | Платиновий          |
| Італія                | Золотий             |
| Швейцарія             | Золотий             |
| Об'єднане Королівство | Платиновий          |
| США                   | 2× Платиновий       |